# Rogério (football, 1980)
Pour les articles homonymes, voir Rogério.
Rogério Luiz da Silva, plus communément appelé Rogério est un footballeur brésilien, né le 12 juin 1980. Il évoluait au poste d'attaquant.

## Clubs
- 2003-2004 : FC Wil
- 2004-2006 : Grasshopper Zurich
- 2006-2009 : FC Aarau
- 2009-2010 : Grasshopper Zurich

## Palmarès
- Coupe de Suisse 2004 avec le FC Wil